# ГАЕС Хандек 3
ГАЕС Хандек 3 (нім. Kraftwerke Handeck 3) — гідроелектростанція у центральній частині Швейцарії. Є однією з кількох станцій середнього ступеня гідровузла Оберхасіл, створеного у верхів'ях річки Ааре (ліва притока Рейну) та її правої притоки Гадмервассер, які дренують північний схил Бернських Альп.

Вертикальна схема гідровузла Оберхасіл. На червоному тлі позначені електростанції: Хандек 3 — 7, Хандек 2 — 6, Хопфлауенен — 2, Фурен — 1

Горизонтальна схема гідровузла Оберхасіл. На червоному тлі позначені електростанції: Хандек 3 — 7, Хандек 2 — 6, Хопфлауенен — 2, Фурен — 1

Як верхній резервуар станції використовується водосховище Ретеріксбодензе (висота над рівнем моря 1767 м) із площею поверхні 0,7 км2 та об'ємом 26,3 млн м3, яке утримує зведена на Ааре бетонна гравітаційна споруда висотою 92 метри та довжиною 456 метрів, що потребувала для свого спорудження 278 тис. м3 матеріалу.
Як нижня водойма використовується балансуючий резервуар станції Хандек 2, котра так само отримує ресурс для роботи з Räterichsbodensee. При цьому можливо відзначити, що Хандек 3 частково використовує напірну шахту від сховища Ретеріксбодензе, прокладену для Хандек 2.
Втім, проєкт гідроакумулювальної станції не обмежився використанням створених раніше для Хандек 2 водойм. Протяжний дериваційний тунель зв'язує її із розташованою далі на північ долиною Гадменталь, через яку тече права притока Ааре Гадмервассер. При роботі у насосному режимі Хандек 3 може подавати воду із долини Ааре до дериваційного тунелю, що веде на станцію ГЕС Хопфлауенен, яка становить середній ступінь у північній гілці гідровузла Оберхаслі. Крім того, можливий і зворотний рух між долинами Гадмервассер та Ааре. В останньому випадку вода, захоплена із верхів'я Гадмервассер або отримана від ГЕС-ГАЕС Фурен (становить верхній ступінь у східній гілці гідровузла Оберхаслі) самопливом потрапляє до Хандек 3 та може бути закачана у Räterichsbodensee.
Станція Хандек 3 обладнана оборотною турбіною типу Френсіс потужністю 55 МВт у турбінному та 48,5 МВт у насосному режимах, яка працює при напорі у 460 метрів. При цьому річне виробництво електроенергії становить 30 млн кВт·год.
До 2017 року на станції також працював діагональний насос потужністю 7,2 МВт, який обслуговував підйом води на рівень у 30 метрів.